# Asheville Altitude 2003-2004
La stagione 2003-04 degli Asheville Altitude fu la 3ª nella NBA D-League per la franchigia.
Gli Asheville Altitude arrivarono primi nella NBA D-League con un record di 28-18. Nei play-off vinsero la semifinale con i Fayetteville Patriots (1-0), vincendo poi il titolo battendo nella finale gli Huntsville Flight (1-0).

## Roster
| N° | Naz.                   | Ruolo | Sportivo        | Anno | Alt. | Peso |
| -- | ---------------------- | ----- | --------------- | ---- | ---- | ---- |
| 3  | Stati Uniti (bandiera) | GA    | Lavoris Jerry   |      | 191  | 82   |
| 4  | Stati Uniti (bandiera) | C     | Marc Mazur      | 1979 | 208  | 120  |
| 5  | Stati Uniti (bandiera) | G     | Rusty LaRue     | 1973 | 188  | 95   |
| 7  | Stati Uniti (bandiera) | G     | Lavor Postell   | 1978 | 196  | 98   |
| 8  | Stati Uniti (bandiera) | A     | Greg Stevenson  | 1978 | 198  | 100  |
| 10 | Giamaica (bandiera)    | G     | Andre Smith     | 1980 | 188  | 75   |
| 11 | Stati Uniti (bandiera) | GA    | Gary Williams   | 1975 | 201  | 107  |
| 12 | Stati Uniti (bandiera) | G     | Kareem Reid     | 1975 | 180  | 99   |
| 13 | Stati Uniti (bandiera) | G     | Leonard Stokes  | 1981 | 198  | 91   |
| 20 | Stati Uniti (bandiera) | G     | Brandin Knight  | 1981 | 183  | 82   |
| 21 | Stati Uniti (bandiera) | G     | Tobe Carberry   | 1978 | 188  | 84   |
| 25 | Canada (bandiera)      | AC    | Damian Reid     | 1978 | 206  | 109  |
| 26 | Stati Uniti (bandiera) | A     | Desmond Penigar | 1981 | 201  | 111  |
| 33 | Stati Uniti (bandiera) | G     | Reed Rawlings   | 1978 | 201  | 98   |
| 34 | Stati Uniti (bandiera) | A     | Antonio Meeking | 1981 | 203  | 111  |
| 42 | Stati Uniti (bandiera) | AC    | Kris Lang       | 1979 | 211  | 112  |
| 50 | Stati Uniti (bandiera) | AC    | Brandon Kurtz   | 1978 | 208  | 116  |
| 54 | Stati Uniti (bandiera) | C     | James Lang      | 1983 | 208  | 129  |
|    | Senegal (bandiera)     | C     | Mamadou N'Diaye | 1975 | 213  | 116  |

## Staff tecnico
- Allenatore: Joey Meyer
- Vice-allenatore: Mike Sanders